# Albrecht Achilles van Brandenburg
Albrecht III Achilles (Tangermünde, 9 november 1414 – Frankfurt, 11 maart 1486) was van 2 april 1470 tot zijn dood keurvorst van Brandenburg. Hij was de derde zoon van keurvorst Frederik I van Brandenburg en Elisabeth van Beieren. Hij stamde uit het huis Hohenzollern. Vanwege zijn ridderlijke kwaliteiten kreeg hij de bijnaam Achilles.

## Leven
Albrecht Achilles maakte al in zijn jeugd een pelgrimstocht naar het Heilig Land en stond bij de andere Duitse vorsten in hoog aanzien. Hij bracht tijd door aan het hof van keizer Sigismund, nam deel aan de oorlog tegen de hussieten en blonk later uit toen hij de Duitse koning Albrecht II hielp in diens strijd tegen de Polen.
Na de dood van zijn vader Frederik I van Brandenburg in 1440 werd het land opgedeeld en ontving Albrecht Achilles de mark Ansbach. Hij was een prominent tegenstander van steden die zelfbestuur poogden te verkrijgen. In 1443 vormde hij een liga direct gericht tegen Neurenberg, waarvan zijn familie burggraaf was geweest. In 1448 vond hij een aanleiding de stad aan te vallen. Deze zogenaamde Eerste Markgravenoorlog duurde tot 1453 en resulteerde in een overwinning voor de Neurenbergers, die hiermee hun zelfstandigheid erkend zagen.
Albrecht Achilles steunde keizer Frederik III in zijn strijd tegen vorsten die in Duitsland hervormingen wensten en ontving in ruil hiervoor vele gunsten en rechten, tot grote irritatie van zijn buurlanden.
In 1457 arrangeerde hij een huwelijk tussen zijn oudste zoon Johan Cicero en Margaretha van Saksen, de dochter van landgraaf Willem III van Saksen. Zij maakte via haar moeder, een kleindochter van keizer Sigismund, aanspraak op de troon van Hongarije en Bohemen, maar Albrecht Achilles' poging deze tronen op zijn familie te doen overgaan mislukte. Zijn andere wens, hertog van Franken worden, ging ook niet in vervulling. Zijn voornaamste politieke doel was het vermeerderen van zijn bezit in Franken geweest, dat werd bekneld door eigendommen van de bisdommen Würzburg, Bamberg en Eichstätt en de rijksstad Neurenberg, te vergroten zodat het te vergelijken zou zijn met het Beierse bezit van de Wittelsbachers. Uiteindelijk kwam er niets van terecht.
De hervormingstwisten resulteerden in 1460 in een openlijke oorlog, de Zuid-Duitse Vorstenoorlog, en Albrecht zag tegenover zich een liga onder leiding van paltsgraaf Frederik I en hertog Lodewijk IX van Beieren. Hij ging een alliantie aan met zijn voormalige vijand, de Hussiet George van Podiebrad. Paus Paulus II excommuniceerde hem hiervoor.
Na de dood van zijn broer Johan in 1464 erfde Albrecht Achilles Bayreuth en na het aftreden van zijn andere broer Frederik II werd hij markgraaf van Brandenburg. Hij was al snel actief betrokken met het bestuur ervan en door het Verdrag van Prenzlau kreeg hij ook Pommeren in bezit. In 1473 deed Albrecht een wet over de erfopvolging uitgaan, de Dispositio Achillea. Daarin bepaalde hij dat niet meer dan drie Hohenzollerns tegelijk mochten regeren. De Frankische gebieden Ansbach en Bayreuth werden in twee markgraafschappen onder zijn zoons Frederik en Siegmund verdeeld. De mark Brandenburg verklaarde hij voor ondeelbaar en de heerschappij daarover zou in zijn geheel overgaan op zijn oudste zoon Johan Cicero, hoewel hij nog veel meer kinderen had.
Na vergeefs gepoogd te hebben een huwelijk te arrangeren tussen een van zijn zoons en Maria, dochter en erfgename van hertog Karel de Stoute van Bourgondië, liet Albrecht Achilles de regering van Brandenburg over aan Johan Cicero en keerde terug naar zijn Frankische bezittingen. In 1474 huwde hij zijn dochter Barbara uit aan hertog Hendrik XI van Glogau. Hendriks familielid hertog Jan II van Żagań verzette zich tegen het huwelijk en viel samen met koning Matthias Corvinus van Hongarije Brandenburg binnen. De inwoners van Pommeren grepen deze gelegenheid aan om in opstand te komen. Albrecht keerde in 1478 terug naar Brandenburg, dwong de Pommeren zijn heerschappij te erkennen en verkreeg in 1482 een stuk van Hendriks land voor zijn dochter.
Hierna hield Albrecht Achilles zich voornamelijk bezig met keizerlijke zaken. Hoewel hij zwaar aan jicht leed en gereden en gedragen moest worden reisde hij naar Frankfurt voor de verkiezing van Maximiliaan I tot Rooms keizer. Kort voor de terugweg stierf hij tijdens een mis in het Frankfurtse Dominicanenklooster op 11 maart 1486 en werd bijgezet in Heilsbronn. Hij liet een goedgevulde schatkist na.

## Huwelijken en kinderen
Hij trouwde tweemaal, in 1446 met Margaretha van Baden, dochter van markgraaf Jacob van Baden, en na haar dood in 1457 met Anna, dochter van Frederik II van Saksen.

Uit deze huwelijken werden in totaal 19 kinderen geboren.

Met Margaretha van Baden:
1. Wolfgang (1450 - 1450)
2. Frederik
3. Ursula (1450-1508), gehuwd met Hendrik I van Münsterberg
4. Elisabeth (1451-1524), gehuwd met Everhard II van Württemberg
5. Margaretha (1453-1509), abdis van Sint-Clara
6. Johan Cicero van Brandenburg (1455 - 1499)

Met Anna van Saksen:
1. Frederik (1460-1536)
2. Amalia (1461-1481), gehuwd met Kasper, paltsgraaf van Zweibrücken
3. Anna (1462-1462)
4. Barbara (1464-1515), Ansbach), gehuwd met Hendrik XI van Glogau en met Wladislaus II van Hongarije
5. Albrecht (1466-1466)
6. Sibylle (1467-1524), gehuwd met Willem II van Gulik-Berg
7. Sigismund (1468-1495)
8. Albrecht (1470-1470)
9. George (1472-1476
10. Dorothea (1471-1520), abdis in Bamberg
11. Elisabeth (1474-1507), gehuwd met Herman VIII van Henneberg-Aschach
12. Magdalena (1476-1480)
13. Anastasia (1478-1534), gehuwd met Willem VII van Henneberg-Schleusingen.

## Voorouders
| Albrecht Achilles van Brandenburg             | Albrecht Achilles van Brandenburg                                          | Albrecht Achilles van Brandenburg                                          | Albrecht Achilles van Brandenburg                                          | Albrecht Achilles van Brandenburg                                          | Albrecht Achilles van Brandenburg                                          | Albrecht Achilles van Brandenburg                                          | Albrecht Achilles van Brandenburg                                          | Albrecht Achilles van Brandenburg                                          |
| --------------------------------------------- | -------------------------------------------------------------------------- | -------------------------------------------------------------------------- | -------------------------------------------------------------------------- | -------------------------------------------------------------------------- | -------------------------------------------------------------------------- | -------------------------------------------------------------------------- | -------------------------------------------------------------------------- | -------------------------------------------------------------------------- |
| Overgrootouders                               | Johan II van Neurenberg (1309–1357) ∞ Elisabeth van Henneberg (-1377)      | Johan II van Neurenberg (1309–1357) ∞ Elisabeth van Henneberg (-1377)      | Frederik II van Meißen (1310-1349) ∞ Mathilde van Beieren (1313-1346)      | Frederik II van Meißen (1310-1349) ∞ Mathilde van Beieren (1313-1346)      | Stefanus II van Beieren (1319–1375) ∞ Elisabeth van Sicilië (1310-1349)    | Stefanus II van Beieren (1319–1375) ∞ Elisabeth van Sicilië (1310-1349)    | Bernabò Visconti (1319-1385) ∞ Beatrice della Scala (-1384)                | Bernabò Visconti (1319-1385) ∞ Beatrice della Scala (-1384)                |
| Grootouders                                   | Frederik V van Neurenberg (1333–1398) ∞ Elisabeth van Meissen (1329-1375)  | Frederik V van Neurenberg (1333–1398) ∞ Elisabeth van Meissen (1329-1375)  | Frederik V van Neurenberg (1333–1398) ∞ Elisabeth van Meissen (1329-1375)  | Frederik V van Neurenberg (1333–1398) ∞ Elisabeth van Meissen (1329-1375)  | Frederik van Beieren (1339-1393) ∞ Maddalena Visconti (1366-1404)          | Frederik van Beieren (1339-1393) ∞ Maddalena Visconti (1366-1404)          | Frederik van Beieren (1339-1393) ∞ Maddalena Visconti (1366-1404)          | Frederik van Beieren (1339-1393) ∞ Maddalena Visconti (1366-1404)          |
| Ouders                                        | Frederik I van Brandenburg (1371–1440) ∞ Elisabeth van Beieren (1383-1442) | Frederik I van Brandenburg (1371–1440) ∞ Elisabeth van Beieren (1383-1442) | Frederik I van Brandenburg (1371–1440) ∞ Elisabeth van Beieren (1383-1442) | Frederik I van Brandenburg (1371–1440) ∞ Elisabeth van Beieren (1383-1442) | Frederik I van Brandenburg (1371–1440) ∞ Elisabeth van Beieren (1383-1442) | Frederik I van Brandenburg (1371–1440) ∞ Elisabeth van Beieren (1383-1442) | Frederik I van Brandenburg (1371–1440) ∞ Elisabeth van Beieren (1383-1442) | Frederik I van Brandenburg (1371–1440) ∞ Elisabeth van Beieren (1383-1442) |
| Albrecht Achilles van Brandenburg (1414-1486) |                                                                            |                                                                            |                                                                            |                                                                            |                                                                            |                                                                            |                                                                            |                                                                            |